# Пасічне (заказник)
Па́січне — ботанічний заказник місцевого значення в Україні. Розташований у межах Прилуцького району Чернігівської області, при північній частині смт Ладан. 
Площа 112 га. Статус присвоєно згідно з рішенням Чернігівського облвиконкому від 04.12.1978 року № 529. Перебуває у віданні ДП «Прилуцьке лісове господарство» (Ладанське лісництво, кв. 79-82). 
Статус присвоєно для збереження лісового масиву віком до 50 років, у деревостані якого переважають дуб і липа. В трав'яному покриві: суниці лісові, яглиця звичайна, розхідник шорсткий, копитняк європейський, зірочник ланцетолистий, куцоніжка лісова, медунка темна, просянка розлога. Масив розташований на лівобережжі річки Ладанки і на мальовничих схилах прилеглих балок.